# Erich Kabesch
Erich Kabesch (* 18. April 1905 in Wien; † 6. Februar 1992 ebenda) war ein österreichischer Politiker (ÖVP) und Gewerkschaftssekretär. Er war von 1966 bis 1970 Abgeordneter zum Österreichischen Nationalrat.
Kabesch besuchte nach der Volksschule eine Hauptschule und absolvierte im Anschluss eine Handelsschule. Er war danach beruflich als Gewerkschaftssekretär beschäftigt und engagierte sich bis 1934 als Vorstandsmitglied des Zentralverbandes Christlicher Angestellter. Nach dem Ende des Zweiten Weltkriegs wurde Kabesch Vizepräsident der Kammer für Arbeiter und Angestellte Wien, zudem hatte er das Amt des Vizepräsidenten des Internationalen Bundes Christlicher Angestelltenverbände inne. Er vertrat die ÖVP zwischen den Jahren 1959 und 1966 als Mitglied im Wiener Landtag und Gemeinderat und wechselte danach zwischen dem 30. März 1966 und dem 31. März 1970 in den Österreichischen Nationalrat. Sein Grab befindet sich am Baumgartner Friedhof (Gruppe K1, Nummer 414).